# Manova Lhota
Manova Lhota je malá vesnice, část obce Rohozná v okrese Svitavy. Nachází se asi 2,5 kilometru jižně od Rohozné.
Manova Lhota leží v katastrálním území Rohozná u Poličky o výměře 11,77 km².

## Historie
První písemná zmínka o vesnici pochází z roku 1557.

## Pamětihodnosti
Kaple byla postavena Janem Kopeckým k uctění svatého Václava a vysvěcena v říjnu 1887.[zdroj⁠?!] V roce 1895 odlila firma Adalbert Hiller vdova a syn v Brně zvon ve věžičce kaple. Původní zvony byly zrekvírovány v průběhu první a druhé světové války. V šedesátých letech 20. století byla kaple opravena a zakoupen třetí zvon).